# Администрация малого и среднего бизнеса (Республика Корея)
Администрация малого и среднего бизнеса Республики Корея — государственное агентство Правительства Республики Корея, ответственное за создание системы поддержки повышения конкурентоспособности малых и средних предприятий, промышленности. Основной задачей Администрации малого бизнеса малого и среднего бизнеса является разработка политики по развитию венчурного капитала и содействие активации экспорта со стороны малого и среднего бизнеса с целью роста предприятий малого инновационного бизнеса и местного развития малого бизнеса.

## Деятельность
- Поощрение мер по созданию малых и средних предприятий
- Составление бизнес-планов по реструктуризации сотрудничающих малых и больших предприятий
- Ликвидация последствий стихийных последствий, коснувшихся малого бизнеса
- Анализ и обзор тенденций
- Развитие и поддержка венчурного капитала
- Поддержка владелиц малого и среднего бизнеса
- Частичное финансирование некоторых областей малого бизнеса
- Расширение каналов сбыта для продукции малых и средних компаний
- Стимулирование иностранной поддержки рыночной деятельности малых и средних предприятий
- Развитие информатизации малого и среднего бизнеса
- Другие виды технической помощи